# Llista de topònims de Sant Llorenç de la Salanca
Llista de topònims (noms propis de lloc) de Sant Llorenç de la Salanca (Rosselló).
Informació actualitzada per un bot. Els canvis manuals es perdran quan s'actualitzi!

## església
| imatge | Nom                                            | Ubicat a                   | instància de | Detalls | coordenades                                                            | Protecció                                                 | Commons (més fotos)                                  | Dades a WD                    |
| ------ | ---------------------------------------------- | -------------------------- | ------------ | ------- | ---------------------------------------------------------------------- | --------------------------------------------------------- | ---------------------------------------------------- | ----------------------------- |
|        | Sant Llorenç de la Salanca                     | Sant Llorenç de la Salanca | església     |         | 42° 46′ 24″ N, 2° 59′ 19″ E / 42.7733055556°N,2.98869444444°E          | bé catalogat a l'Inventari general del patrimoni cultural | Église Saint-Laurent de Saint-Laurent-de-la-Salanque | Modifica les dades a Wikidata |
|        | Santa Maria i Sant Josep de la Casa dels Vells | Sant Llorenç de la Salanca | església     |         | 42° 46′ 24″ N, 2° 59′ 19″ E / 42.7733055556°N,2.98869444444°E 4.8 msnm |                                                           |                                                      | Modifica les dades a Wikidata |

## Misc
| imatge | Nom                                           | Ubicat a                                                                               | instància de                          | Detalls                                                  | coordenades | Protecció    | Commons (més fotos)                       | Dades a WD                    |
| ------ | --------------------------------------------- | -------------------------------------------------------------------------------------- | ------------------------------------- | -------------------------------------------------------- | --- | ------------ | ----------------------------------------- | ----------------------------- |
|        | Aglí                                          | Pirineus Orientals                                                                     | riu                                   | Desemboca: mar Mediterrània Llarg: 81.7km Conca: 1055km² | 42° 46′ 45″ N, 3° 02′ 20″ E / 42.77916667°N,3.03888889°E 4 msnm                                                              |              | Agly                                      | Modifica les dades a Wikidata |
|        | Saint-Laurent-de-la-Salanque                  | Sant Llorenç de la Salanca                                                             | estació de ferrocarril                |                                                          | 42° 46′ 34″ N, 2° 59′ 20″ E / 42.776186°N,2.988869°E                                                                         |              |                                           | Modifica les dades a Wikidata |
|        | casa de la vila de Sant Llorenç de la Salanca | Sant Llorenç de la Salanca                                                             | instal·lació Ús: seu del govern local |                                                          | 42° 46′ 23″ N, 2° 59′ 18″ E / 42.7731504687031°N,2.98832708894301°E fr:2 AV URBAIN PARET, 66250 SAINT-LAURENT-DE-LA-SALANQUE |              | Town hall of Saint-Laurent-de-la-Salanque | Modifica les dades a Wikidata |
|        | cementiri de Sant Llorenç de la Salanca       | Sant Llorenç de la Salanca                                                             | cementiri                             |                                                          | 42° 46′ 10″ N, 2° 59′ 23″ E / 42.7695°N,2.9896°E                                                                             |              |                                           | Modifica les dades a Wikidata |
|        | estany de Salses                              | Salses Leucata                                                                         | llacuna                               | Superfície: 54km²                                        | 42° 50′ 52″ N, 2° 59′ 47″ E / 42.847677777778°N,2.9963472222222°E 0 msnm                                                     |              | Étang de Leucate                          | Modifica les dades a Wikidata |
|        | àrea protegida de l'estany de Salses          | Fitor Leucata el Barcarès Sant Hipòlit de la Salanca Sant Llorenç de la Salanca Salses | àrea protegida de França              | 2017-06-30 Superfície: 76.37km²                          | 42° 51′ N, 3° 00′ E / 42.85°N,3°E 0 552 msnm                                                                                 | Espai Ramsar |                                           | Modifica les dades a Wikidata |